# Tierra adentro (telenovela)
Tierra adentro es una telenovela boliviana producida por Santa Cruz Films Producciones, basada en la novela homónima de Enrique Finot, fue adaptada para televisión por Enrique Alfonso. Se entrenó por el Canal 13 de Santa Cruz en 1997. 
Cuenta con Bubby Ávila, Isabel Castedo, Elías Serrano, Julio Kempff y Gloria Natush en los papeles principales.

## Argumento
Refleja la vida de los años '20 en la que se congregan las tradiciones, el colorido, los romances y las pasiones que se desenlazan a lo largo de la historia.
La historia se desarrolla tierra adentro, en la que Lucio Salazar, un joven de la ciudad de Santa Cruz de la Sierra retorna a Bolivia luego de haber estado en Europa 15 años por motivo de estudios.
El retraso de su pueblo en aquellas épocas le da un gran impacto emocional, que lo lleva a incursionar en la política, hasta lograr ser elegido diputado representante del Departamento de Santa Cruz.
Toda esta vida de político se verá envuelta con amores, gente de campo, mujeres bellas, cantos y danzas tradicionales.

## Sinopsis
Lucio Salazar después de estudiar 15 años en Europa regresa a su ciudad natal convertido en Ingeniero Civil, formado una de las mejores en una de las mejores universidades de  Bruselas. Al  llegar ve que su ciudad sigue detenida en el tiempo, sin ningún señal de progreso; este suceso o impacto lo lleva a la conclusión que su pueblo vive en el atraso y el abandono, comparado con las otras capitales del mundo.
Lucio con sus conocimientos y estudios propone ideas para que su pequeña ciudad progrese, tanto es así que los dos frentes de partidos políticos lo proponen candidato para Munícipe.
Por otro lado, Asuntinta Mendoza prima de Lucio, fueron enamorados muchas años atrás, se juraron amor antes de su partida. La distancia hizo que ese amor  no prospere, ocasionando que Asuntita se case con Federico Handal
Los esposos Nicanor Mendoza y Mercedes Salazar, no pudieron tener hijos y criaron a sus sobrinos de sangre Lucio y Asuntita como hermanos y con el tiempo nació aquella ilusión y enamoramiento de juventud.
En el transcurso de la trama los "amigos políticos"  de Lucio intentarán aprovecharse de su buena fe para sacarle dinero y utilizarlo.

## Adaptación
La adaptación del libro Tierra adentro de Enrique Finot fue realizada por Enrique Alfonso, con el previo permiso de la hija del autor, Gloria A. Finot de Mercado.
El Capítulo 1 fue diseñado y elaborado por Ricardo Alfonso, pero por motivos de estudios no pudo continuar con el resto.
Enrique Alfonso tuvo que continuar con el desarrollo de los próximos capítulos; sin embargo, el trabajo en Safipro y la cotidianidad de los pendientes le impedía poder concentrarse en Tierra Adentro. La única manera era estar alejado de la ciudad y avanzar.
Un amigo abogado le prestó su propiedad para que pudiese escribir con calma y tranquilidad y fue así que junto con Gloria Natusch se fueron a la antigua carretera a Cochabamba a la quinta del doctor Oscar Ruiz Dorado.
«Fue la única forma para que Quique se siente y haga rápido el guion», expresó Gloria Natusch.
«Recuerdo que con la máquina de escribir, Quique me dictaba los diálogos de cada uno de los personajes, en cada una de las escenas... ¡¡Era fabuloso!!», señaló Gloria Natusch.
Enrique Alfonso fue considerado un buen guionista y excelente dramaturgo; su especialidad está en los diálogos, parlamentos con contenidos cuyo argumento van de la mano de un excelente argumento.
La serie Tierra adentro constituye una joya artística del audiovisual boliviano considerada por su madurez en el desarrollo de los personajes y los diversos tipos situaciones en la trama.

## Producción
La serie fue filmada en lugares con hermosos paisajes como:
- Santa Rosa de Sara
- El Palmar del Oratorio
- Cotoca

Temas recurrentes
- Política
- Sociedad y Cultura
- Amor imposible

Exhibición
Se estrenó en 1997 por Red Uno

## Elenco
en orden de la apertura
| Actor/Actriz               | Personaje                     |
| -------------------------- | ----------------------------- |
| Bubby Ávila                | Lucio Salazar                 |
| Isabel Castedo             | Asuntita Mendoza              |
| Elías Serrano              | Ricardo Bejarano              |
| Julio Kempff               | Nicanor Mendoza               |
| Gloria Natusch             | Mercedes Salazar              |
| Enrique Alfonso            | Pedro Toledo                  |
| Guísela Santa Cruz         | Luisa Pedraza                 |
| Nando Chávez               | Basilio Pedraza               |
| Lindbergh Ulloa            | Mario Cabrera                 |
| Delmiro Vargas             | Francisco Montaño             |
| Percy Román                | Juvenal Hurtado               |
| Teddy Landivar             | Arteaga                       |
| Etelvina Peña              | Mica                          |
| Juan de América            | Dr. Lairana                   |
| Efraín Capobianco          | Dr. Antuña                    |
| Jorge Prado                | Marcelino Buceta              |
| Tom Hackett                | Mr. Wilson                    |
| Mike Benett                | Federico Handel               |
| Ignacio Caso               | Sacerdote                     |
| Chaly Antelo               | Médico 1                      |
| Oswaldo Valdivia           | Médico 2                      |
| Bernardo Céspedes          | José                          |
| José Castro                | Montenegro                    |
| Adolfo Vargas              | Silverio                      |
| Juan Daniel Saucedo        | Lucio Joven                   |
| Katty Gutiérrez            |                               |
| Mosita Pedriel             |                               |
| Chelita Vargas             |                               |
| Mary Pérez                 | Natividad                     |
| Nando Barba                | Antonio                       |
| Widen James Rivero         | El Flaco                      |
| Patricia Soria Galvarro    | Carmencita                    |
| Lorena Urioste             | Reina del Carnaval            |
| Juanky Santivañez          |                               |
| Daniel Santivañez          |                               |
| Enzo Ortiz                 |                               |
| Aracely Barba              |                               |
| Carmen Inés Menacho        |                               |
| Jorge Chávez               | Secretario                    |
| Richard Bertón             | Ciudadano 1                   |
| José Claudio Laguna        | Ciudadano 2                   |
| Víctor Hugo Domínguez      | Ciudadano 3                   |
| Mohsen Purahmary           | Ciudadano 4                   |
| Yamil Ameller              | Ciudadano 5                   |
| Horacio Yuri Paz           | Ciudadano 6                   |
| Luis Fernando Parada       | Ciudadano 7                   |
| Róger Ortiz Mercado        | Presidente Tribunal Electoral |
| Hernán Hurtado             | Ciudadano 8                   |
| Miguel Ángel "Chuño" López | Mensajero                     |
| Carlos Amelunge            | Gendarme infiltrado           |
| Mario Niño de Guzmán       | Sufragista 1                  |
| Niño Salvatierra           | Sufragista 2                  |